# فالينتينو لازارو
فالينتينو لازارو (بالألمانية: Valentino Lazaro)‏ (24 مارس 1996 النمسا - ) هو لاعب كرة قدم نمساوي، شارك في بطولة أمم أوروبا 2016.

## وصلات خارجية
فالينتينو لازارو على موقع الاتحاد الأوربي (الإنجليزية)
- فالينتينو لازارو على موقع قاعدة بيانات كرة القدم.إي يو (الإنجليزية)
- فالينتينو لازارو على موقع ناشيونال فوتبول تيمز (الإنجليزية)
- فالينتينو لازارو على موقع Soccerbase.com (لاعب) (الإنجليزية)
- فالينتينو لازارو على موقع Soccerway.com (الإنجليزية)
- فالينتينو لازارو على موقع عالم كرة القدم.نت (الإنجليزية)
- فالينتينو لازارو على موقع AS.com (الإسبانية)